# Joseph Raphson
Joseph Raphson (Middlesex, 1648 circa – Inghilterra, 1715 circa) è stato un matematico britannico, noto soprattutto per il metodo di Newton-Raphson.

## Biografia
Si sa poco della sua vita, persino gli anni esatti di nascita e di morte risultano incerti, ma lo storico della matematica Florian Cajori lo colloca tra il  1648 e il 1715. È stato nominato fellow della Royal Society il 30 novembre 1689 su consiglio di Halley, altro membro della società.
La sua più importante opera fu Analysis Aequationum Universalis, che venne pubblicata nel 1690. Essa contiene il metodo, ora conosciuto come metodo di Newton-Raphson, per approssimare le radici di un'equazione. Isaac Newton sviluppò una formula molto simile nel suo Methodus fluxionum et serierum infinitarum, scritto nel 1671, ma questo lavoro fu pubblicato solo nel 1736, circa 50 anni dopo l'Analysis di Raphson. Tuttavia la versione di Raphson è più semplice di quella di Newton e generalmente considerata superiore, per questo motivo oggi nei libri di testo è maggiormente diffusa.
Raphson fu un convinto sostenitore di Newton nella disputa sulla paternità del calcolo infinitesimale; tradusse inoltre l'Arithmetica Universalis di Newton in inglese.
Raphson sembra che abbia coniato il termine "panteismo", nel suo libro De spatio reali, pubblicato nel 1697, dove potrebbe essere stato trovato da Toland.